# Erythrus viridipennis
Erythrus viridipennis är en skalbaggsart som beskrevs av Charles Joseph Gahan 1902. Erythrus viridipennis ingår i släktet Erythrus och familjen långhorningar.
Artens utbredningsområde är Sarawak. Inga underarter finns listade i Catalogue of Life.